# Чехун Василь Федорович
Василь Федорович Чехун (нар. 15 листопада 1956, Тростинка) — український онколог, радіобіолог, дійсний член НАН України (з 6 травня 2006 року, за спеціальністю Експериментальна онкологія, відділення біохімії, фізіології і молекулярної біології). Після закінчення в 1980 році лікувального факультету Київського медичного інституту імені Олександра Богомольця, був спрямований на наукову роботу в Інститут експериментальної патології, онкології і радіобіології ім. Р. Є. Кавецького НАН України, де пройшов шлях до директора. Автор 17 патентів на винаходи, понад 280 наукових праць і 7 монографій. Вивчав молекулярні механізми формування резистентності до лікарських засобів, методи прогнозування індивідуальної переносимості злоякісного процесу та оптимізації протипухлинної терапії.
Кавалер ордена «За заслуги» I ступеня (2020).